# Extremely Wicked, Shockingly Evil and Vile
Extremely Wicked, Shockingly Evil, and Vile (en España, Extremadamente cruel, malvado y perverso; en México, Ted Bundy: Durmiendo con el asesino; en el resto de Hispanoamérica, Retrato de un asesino) es una película biográfica estadounidense de suspenso policíaco de 2019, dirigida por Joe Berlinger y escrita por Michael Werwie, protagonizada por Zac Efron como el asesino en serie Ted Bundy, así como por Lily Collins, Kaya Scodelario, John Malkovich y Jim Parsons . 
Anunciada por primera vez en mayo de 2017, la fotografía principal de la película comenzó en enero de 2018. La cinta tuvo su estreno mundial en el Festival de Cine de Sundance el 26 de enero de 2019 y fue estrenada en Netflix el 3 de mayo de 2019.

## Sinopsis
En 1969 en Seattle, el estudiante de Derecho Ted Bundy (Zac Efron) conoce a Liz Kendall (Lily Collins), una secretaria y madre soltera. Los dos comienzan a salir y Ted ayuda a Liz a criar a su pequeña hija, Molly.
En 1974, los noticieros anuncian los asesinatos de varias mujeres jóvenes, incluidas dos que desaparecieron a plena luz del día en el Lago Sammamish. Varias personas vieron a un hombre parecido a Ted pidiéndole a las mujeres que lo ayudaran a cargar un velero en un Volkswagen Beetle. Se publica un bosquejo compuesto del atacante y, tras cientos de llamadas telefónicas, Ted es arrestado en 1975.
Una joven llamada Carol DaRonch saca a Ted de una fila de policías, alegando que la había secuestrado y amenazado con matarla antes de que ella lograra escapar. Ted es puesto en libertad bajo fianza y regresa a casa con Liz, que está molesta después de leer un artículo sobre él en el periódico. Ted explica que a Carol se le mostró su foto antes de que se llevara a cabo la alineación, razón por la cual le resultaba familiar, y cree que se está preparando. Después de cuatro días de juicio, Ted es declarado culpable de secuestro agravado y condenado a cumplir un mínimo de uno a un máximo de 15 años en la prisión estatal de Utah.
Unas semanas más tarde, las autoridades de Colorado acusan a Ted del asesinato de Caryn Campbell y lo transfieren a Aspen, Colorado, en 1977. Liz se niega a creer que Ted es culpable, pero los eventos comienzan a afectarla y comienza a beber alcohol regularmente. Mientras está en el Palacio de Justicia del Condado de Pitkin, Ted elige servir como su propio abogado y, como tal, se le exime de usar esposas o grilletes en las piernas. Durante un receso, Ted escapa del juzgado saltando por una ventana del segundo piso y sale corriendo hacia las montañas, pero es recapturado después de seis días.
Liz visita a Ted y termina su relación. Más tarde escapa de nuevo después de cortar un cuadrado en el techo de su celda. Dos mujeres en una casa de hermandad son asesinadas en la Universidad Estatal de Florida, seguidas de ataques feroces contra dos más. Después de que Ted es arrestado, intenta contactar a Liz pero ella siempre le cuelga. Comienza a recibir mensajes de mujeres que están fascinadas por él, algunas incluso afirman que lo aman. Ted es visitado por una vieja amiga, Carole Ann Boone (Kaya Scodelario), quien cree que es inocente y se muda a Florida para estar más cerca de él.
Un acuerdo preventivo con el fiscal se negocia en el cual Bundy se declararía culpable de matar a las dos chicas de la hermandad, Lisa Levy y Margaret Bowman, y la jovencita de doce años de edad, Kimberly Leach, a cambio de una sentencia de 75 años de prisión en lugar de la pena de muerte, pero él se niega. Ted y Carole Ann se acercan mientras lo visita regularmente; los dos comienzan una relación, pero Ted continúa contactando a Liz, quien sigue sus juicios por televisión. Ella lleva la culpa de ser la persona que dio el nombre de Ted a las autoridades de Seattle en 1975. Ted luego le propone matrimonio a Carole Ann y se casan.
La evidencia física discriminatoria se proporciona en la corte, incluida una combinación de un molde de yeso de los dientes de Ted con las impresiones de heridas de mordedura en los glúteos de Levy. En menos de siete horas, el jurado condena a Ted por los asesinatos de Levy y Bowman, tres cargos de intento de asesinato en primer grado y dos cargos de robo. El juez de primera instancia Edward Cowart (John Malkovich) impone penas de muerte por las condenas por asesinato, que se llevarán a cabo con una ejecución por electrocución.
Diez años después, Liz recibe una carta de Ted y lo visita, tomándole una fotografía que le dio un detective. Ella exige la verdad, pero Ted sigue negando tener algo que ver con los asesinatos. Luego le muestra a Ted la fotografía, una imagen de la escena del crimen de una de sus víctimas decapitadas. Ted finalmente admite que le cortó la cabeza al escribir la palabra "sierra para metales" en la ventana empañada de rocío de la sala de visitas con los dedos, antes de borrarla con la mano. Liz sale de la prisión en estado de shock, pero su nuevo esposo y su hija adolescente la encuentran afuera, y proclama que está bien.
Cuando termina la película, las imágenes de archivo y el texto en pantalla dicen que Ted fue ejecutado en enero de 1989, a la edad de 42 años. Ted había confesado más de 30 asesinatos días antes de su ejecución y sus cenizas estaban dispersas en las montañas Cascade, donde había depositado los restos de sus numerosas víctimas.

## Reparto
- Zac Efron como Ted Bundy.
- Lily Collins como Elizabeth Kloepfer.
- John Malkovich como el Juez Edward Cowart.
- Jim Parsons como el Fiscal Larry Simpson.
- Angela Sarafyan como Joanna.
- Jeffrey Donovan como John O'Connell.
- Grace Victoria Cox como Carol Daronch.
- Kaya Scodelario como Carole Ann Boone.
- Haley Joel Osment como Jerry Thompson.
- Dylan Baker como David Yocom.
- Terry Kinney como el Detective Mike Fisher.
- James Hetfield como el Oficial Bob Hayward.
- Brian Geraghty como Dan Dowd.

## Producción
El proyecto fue presentado en el Festival de Cine de Cannes de 2017 con Zac Efron como protagonista, interpretando al asesino en serie Ted Bundy. El cineasta de documentales Joe Berlinger fue contratado como director. En octubre de 2017, Lily Collins fue elegida como la novia de Bundy, Elizabeth Kloepfer.
En enero de 2018, John Malkovich fue elegido para interpretar a Edward Cowart, el juez que preside el caso de Bundy. La producción principal comenzó el 18 de enero de 2018 en Covington, Kentucky. Angela Sarafyan, Jeffrey Donovan, Grace Victoria Cox, Kaya Scodelario, Jim Parsons, Haley Joel Osment, Dylan Baker y Terry Kinney se integraron al elenco de la película durante el resto del mes de enero de ese año. El guitarrista y vocalista de Metallica James Hetfield se unió al reparto en febrero para interpretar al primer oficial de policía que arresta a Bundy.

## Estreno
La película tuvo su estreno mundial en el Festival de Cine de Sundance el 26 de enero de 2019. Poco después, Netflix adquirió los derechos de distribución de la cinta.